# 蒂利 (阿肯色州)
蒂利（英語：Tilly）是位於美國阿肯色州波普縣的一個非建制地區。該地的面積和人口皆未知。

## 地理
蒂利的座標為35°43′12″N 92°49′59″W / 35.72000°N 92.83306°W，而該地的平均海拔高度為593米（即1946英尺）。